# Комсомольский район (Чувашия)
Комсомо́льский райо́н (чув. Комсомольски районĕ, тат. Комсомол районы) — административно-территориальная единица в Чувашской Республике России. В границах района образован одноимённый  муниципальный округ (в 2004-2022 гг. —  муниципальный район).
Административный центр — село Комсомольское.

## География
Расположен в юго-восточной части Чувашской Республики. Территория района 630,3 км², протяженность в широтном и меридиональном направлениях 32 км. С севера граничит с Канашским, на юге с Батыревским, с запада с Ибресинским, с востока с Яльчикским районами; восточная граница на протяжении 12 км проходит с Республикой Татарстан (Кайбицкий район).

## История
Район образован 22 февраля 1939 года. 21 июля 1959 года к Комсомольскому району была присоединена часть территории упразднённого Первомайского района.

## Население
| 1993    | 1997    | 2001    | 2002    | 2005    | 2009    | 2010    | 2011    | 2012    |
| ------- | ------- | ------- | ------- | ------- | ------- | ------- | ------- | ------- |
| 28 000  | ↘27 900 | ↗28 800 | ↘27 273 | ↗27 300 | ↗27 485 | ↘26 951 | ↘26 882 | ↘26 623 |
| 2013    | 2014    | 2015    | 2016    | 2017    | 2018    | 2019    | 2020    | 2021    |
| ↘26 399 | ↘26 205 | ↘25 991 | ↘25 629 | ↘25 217 | ↘25 012 | ↘24 567 | ↘24 202 | ↘20 913 |

Наиболее крупные поселения района — центральные усадьбы, по численности жителей они превосходят средние по величине населённые пункты в 1,5 раза. Поселения вытянуты вдоль оврагов и дорог. Характерно наличие групп территориально сближенных поселений, которые практически слились.

### Национальный состав
По данным переписи населения 2010 года большинство населения — чуваши (70%). Комсомольский район наряду с Батыревским  является районом с наибольшей численностью татар в республике (27%). Татарскими являются сёла: Токаево, Урмаево, Чичканы, Альбусь-Сюрбеево, Татарские Шуруты, Татарское Ивашкино, Новая Александровка, Ахметово. Татары проживают в районном центре вместе с русскими, а также чувашами, представляющими большинство населения села.
| Национальность | Число указавших национальность и доля от населения района |
| -------------- | --------------------------------------------------------- |
| Чуваши         | 67,35% (18 152)                                           |
| Русские        | 4,46 % (1 201)                                            |
| Татары         | 27,35% (7 370)                                            |

## Территориальное устройство
В рамках административно-территориального устройства, район делится на 12 административно-территориальных единиц — сельских поселений.
В рамках организации местного самоуправления с 2004 до 2022 гг. муниципальный район включал 12 муниципальных образований со статусом сельского поселения, которые к 1 января 2023 года были упразднены и объединены в единый муниципальный округ.
| №  | Сельское поселение                       | Административный центр   | Количество населённых пунктов | Население (чел.) | Площадь (км²) |
| -- | ---------------------------------------- | ------------------------ | ----------------------------- | ---------------- | ------------- |
| 1  | Александровское сельское поселение       | деревня Александровка    | 8                             | ↘1857            | 91,32         |
| 2  | Альбусь-Сюрбеевское сельское поселение   | деревня Альбусь-Сюрбеево | 4                             | ↘1094            | 31,93         |
| 3  | Асановское сельское поселение            | деревня Асаново          | 1                             | ↘833             | 41,33         |
| 4  | Кайнлыкское сельское поселение           | деревня Починок-Быбыть   | 3                             | ↗971             | 21,53         |
| 5  | Комсомольское сельское поселение         | село Комсомольское       | 7                             | ↘5634            | 98,66         |
| 6  | Новочелны-Сюрбеевское сельское поселение | село Новочелны-Сюрбеево  | 5                             | ↘1293            | 30,79         |
| 7  | Полевосундырское сельское поселение      | деревня Полевой Сундырь  | 6                             | ↘1320            | 49,53         |
| 8  | Сюрбей-Токаевское сельское поселение     | деревня Сюрбей-Токаево   | 5                             | ↘767             | 52,96         |
| 9  | Тугаевское сельское поселение            | село Тугаево             | 6                             | ↘2235            | 93,70         |
| 10 | Урмаевское сельское поселение            | село Урмаево             | 2                             | ↘4614            | 31,69         |
| 11 | Чичканское сельское поселение            | село Чурачики            | 2                             | ↘1341            | 21,56         |
| 12 | Шераутское сельское поселение            | село Шерауты             | 5                             | ↘1452            | 65,30         |

## Населённые пункты
В Комсомольском районе (муниципальном округе) расположено 54 населённых пункта:
| №  | Населённый пункт     | Тип     | Население | Поселение                                |
| -- | -------------------- | ------- | --------- | ---------------------------------------- |
| 1  | Александровка        | деревня | ↘528      | Александровское сельское поселение       |
| 2  | Альбусь-Сюрбеево     | деревня | ↘605      | Альбусь-Сюрбеевское сельское поселение   |
| 3  | Асаново              | деревня | ↘833      | Асановское сельское поселение            |
| 4  | Ахметово             | деревня | ↘4        | Александровское сельское поселение       |
| 5  | Байбахтино           | деревня | ↗155      | Комсомольское сельское поселение         |
| 6  | Васильевка           | деревня | ↗54       | Комсомольское сельское поселение         |
| 7  | Верхнее Тимерчеево   | деревня | ↗466      | Тугаевское сельское поселение            |
| 8  | Вотланы              | деревня | ↘197      | Тугаевское сельское поселение            |
| 9  | Дубовка              | деревня | ↘148      | Комсомольское сельское поселение         |
| 10 | Ендоба               | деревня | ↗213      | Шераутское сельское поселение            |
| 11 | Ивашкино             | деревня | ↗272      | Новочелны-Сюрбеевское сельское поселение |
| 12 | Кайнлык              | деревня | ↗304      | Кайнлыкское сельское поселение           |
| 13 | Киров                | посёлок | ↘251      | Александровское сельское поселение       |
| 14 | Комсомольское        | село    | ↘4632     | Комсомольское сельское поселение         |
| 15 | Корезино             | село    | ↗144      | Сюрбей-Токаевское сельское поселение     |
| 16 | Луцкое               | село    | ↘338      | Александровское сельское поселение       |
| 17 | Малые Кошелеи        | деревня | ↘706      | Комсомольское сельское поселение         |
| 18 | Напольное Сюрбеево   | деревня | ↗167      | Сюрбей-Токаевское сельское поселение     |
| 19 | Нижнее Тимерчеево    | деревня | ↗409      | Тугаевское сельское поселение            |
| 20 | Нижние Бюртли-Шигали | деревня | ↗468      | Шераутское сельское поселение            |
| 21 | Новоалександровка    | деревня | ↘49       | Александровское сельское поселение       |
| 22 | Новое Бикмурзино     | деревня | ↗229      | Комсомольское сельское поселение         |
| 23 | Новое Изамбаево      | деревня | ↗251      | Полевосундырское сельское поселение      |
| 24 | Новочелны-Сюрбеево   | село    | ↗653      | Новочелны-Сюрбеевское сельское поселение |
| 25 | Новые Высли          | деревня | ↘324      | Альбусь-Сюрбеевское сельское поселение   |
| 26 | Новые Кошелеи        | деревня | ↗97       | Комсомольское сельское поселение         |
| 27 | Новые Мураты         | деревня | ↗805      | Тугаевское сельское поселение            |
| 28 | Новый Сундырь        | деревня | ↘246      | Александровское сельское поселение       |
| 29 | Нюргечи              | деревня | ↗602      | Полевосундырское сельское поселение      |
| 30 | Подлесные Чурачики   | деревня | ↗504      | Сюрбей-Токаевское сельское поселение     |
| 31 | Полевое Шептахово    | деревня | ↗523      | Кайнлыкское сельское поселение           |
| 32 | Полевой Сундырь      | деревня | ↗245      | Полевосундырское сельское поселение      |
| 33 | Полевые Инели        | деревня | ↗338      | Полевосундырское сельское поселение      |
| 34 | Полевые Яуши         | деревня | ↘272      | Альбусь-Сюрбеевское сельское поселение   |
| 35 | Починок-Быбыть       | деревня | ↗427      | Кайнлыкское сельское поселение           |
| 36 | Починок-Инели        | деревня | ↘441      | Александровское сельское поселение       |
| 37 | Старочелны-Сюрбеево  | село    | ↗475      | Новочелны-Сюрбеевское сельское поселение |
| 38 | Старые Высли         | деревня | ↗627      | Тугаевское сельское поселение            |
| 39 | Старые Мураты        | деревня | ↘185      | Альбусь-Сюрбеевское сельское поселение   |
| 40 | Старый Сундырь       | деревня | ↘389      | Александровское сельское поселение       |
| 41 | Степное Яниково      | деревня | ↗306      | Полевосундырское сельское поселение      |
| 42 | Степные Шихазаны     | деревня | ↗306      | Новочелны-Сюрбеевское сельское поселение |
| 43 | Сюрбей-Токаево       | деревня | ↗159      | Сюрбей-Токаевское сельское поселение     |
| 44 | Татарские Шуруты     | деревня | ↘266      | Шераутское сельское поселение            |
| 45 | Татарское Ивашкино   | деревня | ↗80       | Новочелны-Сюрбеевское сельское поселение |
| 46 | Твеняшево            | деревня | ↗147      | Полевосундырское сельское поселение      |
| 47 | Токаево              | село    | ↘1718     | Урмаевское сельское поселение            |
| 48 | Тугаево              | село    | ↗636      | Тугаевское сельское поселение            |
| 49 | Тябердино-Эткерово   | деревня | ↗130      | Сюрбей-Токаевское сельское поселение     |
| 50 | Урмаево              | село    | ↗2938     | Урмаевское сельское поселение            |
| 51 | Чичканы              | деревня | ↗887      | Чичканское сельское поселение            |
| 52 | Чурачики             | село    | ↗740      | Чичканское сельское поселение            |
| 53 | Шерауты              | село    | ↗574      | Шераутское сельское поселение            |
| 54 | Шурут-Нурусово       | деревня | ↗381      | Шераутское сельское поселение            |

## Природа
Комсомольский район расположен в пределах Чувашского плато. Рельеф представляет собой холмистое плато, расчленённое многочисленными оврагами глубиной — от 2 до 10 м на ряд пологих увалов и отдельных возвышенностей. Полезные ископаемые невелики. Кирпичные глины и суглинки залегают в месторождениях Дубовское, Сюрбеевское, Старовыслинское. Все они эксплуатируются одноимёнными кирпичными заводами. Строительные пески, залегающие в Старовыслинском месторождении, пригодны для дорожного строительство, для штукатурных и кладочных растворов.
Климат района умеренно континентальный с устойчивой морозной погодой зимой и довольно теплым сухим летом. В январе средняя температура −13 °C, абсолютный минимум −42 °C; средняя температура июля, самого тёплого месяца, 18,7 °C, абсолютный максимум 37 °C. В среднем за год выпадает 490 мм осадков, преимущественно в тёплый период.
Речная сеть представлена верховьями Кубни с притоками и Малой Булы. Озера единичны и малы по размерам. Водные ресурсы ограничены и почти на 90 % сосредоточены в стоке Кубни и очень незначительно в стоке Малой Булы.
На севере района распространены дерново-подзолистые почвы, на большей части территории господствуют чернозёмы. Запад района характеризуется господством песчаных подзолистых почв с участками супесчаных и суглинистых серых лесных почв.
Территория Комсомольского района относится к двум лесорастительным зонам: большая часть района степная, где на месте степной растительности — сельскохозяйственные земли; на юге и западе — хвойная растительность. Лесистость района составляет 23 %. Животный мир: на распаханных водоразделах встречаются тушканчик, горностай, ласка, волк, по мелким водотокам норка; в хвойных насаждениях живут лось, лисица, белка, куница, редко — кабан; в лиственном и смешанном лесу обитают лось, кабан, лисица, заяц-беляк.

## Экономика
Ведущая отрасль хозяйства района сельское хозяйство, где в равной степени развиты растениеводство и живодноводство. Растениеводство специализируется на производстве зерна, картофеля, овощей открытого грунта. Специализация живодноводства — мясо-молочное скотоводство, свиноводство, овцеводство, коневодство, пчеловодство.
Промышленность развита слабо и представлена предприятиями по переработке местного сельскохозяйственного и природного сырья. Предприятия района занимаются ремонтом сельхозтехники, производят кабельные изделия, кирпич, пиломатериалы, мебель для местного потребления, товары культурно-бытового и хозяйственного назначения, строчевышитые изделия, пиво и безалкогольные напитки, пиломатериалы, хвойно-витаминную муку, хлебобулочные изделия.

## Транспорт
Весь объём грузовых и пассажирских перевозок района выполняет автомобильный транспорт. Основу транспортной сети составляют автодорога «Цивильск—Ульяновск—Сызрань»; «Чебоксары—Ибреси—Батырево—Яльчики» и ряд дорог местного значения.